# 최동규
최동규(崔東奎, 1947년~)는 대한민국의 건축가이다.《더사랑의교회》, 《신촌성결교회》, 《예수소망교회》, 《새문안교회》 등을 설계했다.

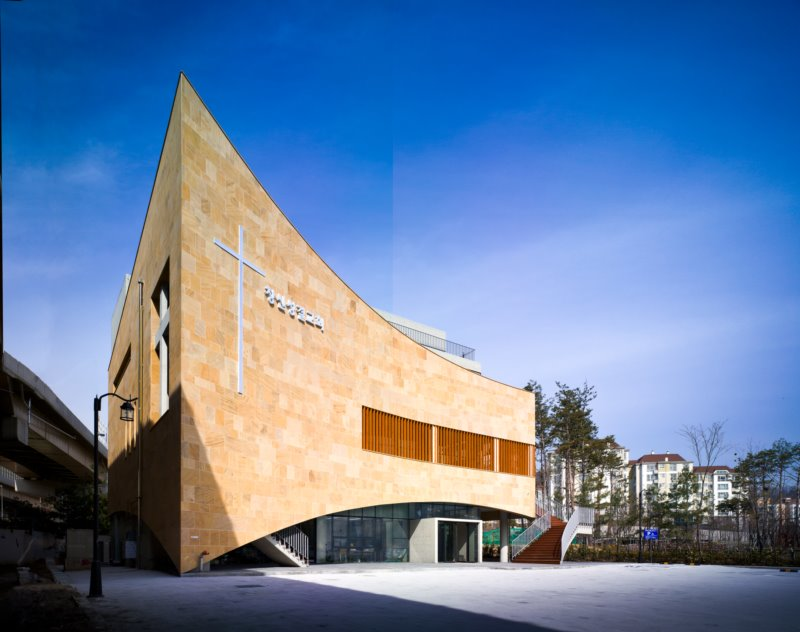
창신교회 / 사진_채수옥

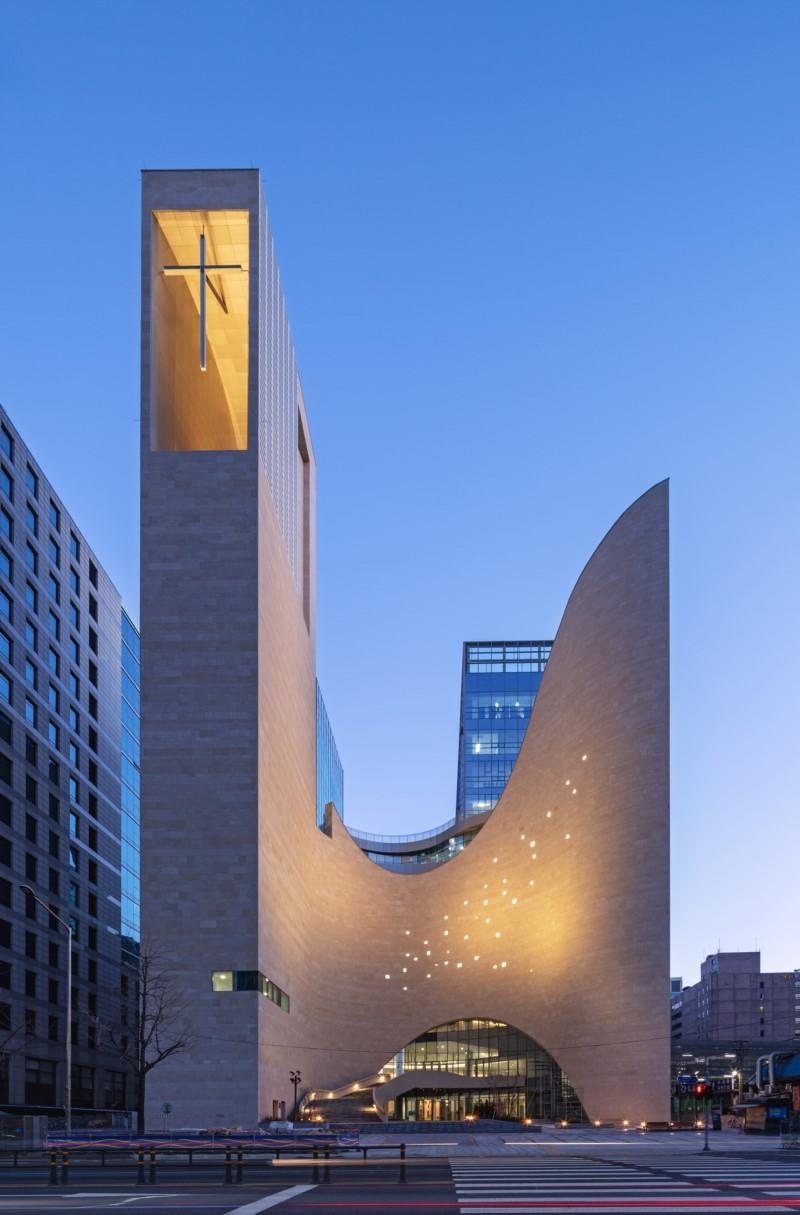
새문안교회 / 사진_임준영

## 소개
한양대학교 건축학과를 졸업하고, 진아건축연구소와 공간연구소에서 실무를 쌓았다. 1978년 서인종합건축사사무소를 설립했다. 1998년 경기도 건축문화상 대상, 2001년 경기도 건축문화상 주거부문 은상, 2005년 한국건축문화대상 특선, 2007년 서울특별시건축상 장려상, Architecture Masterprize Award in 2019 등 다수의 상을 수상하였다.
서울대학교를 비롯하여 건국대, 홍익대, 한양대 등 다수의 학교에서 겸임교수를 역임하였으며, 한국건축문화대상 심사위원으로 활동하였다. 다수의 교회와 주택 및 상업공간을 설계하였다. 대표 작품으로는 <더사랑의교회>, <신촌성결교회>, <예수소망교회>, <한소망교회>, <모새골 성서연구소>, <만리현교회>, <평창동주택> 등이 있다.

## 서인건축의 본질
세계적 거장이자 현대건축의 아버지인 핀란드 건축가, 알바 알토로부터 10여년간 시사받으며 현대건축의 전형을 여러각도에서 모색하게 되었다. 알바 알토의 유기적 건축과 사람에 대한 해정과 관심은 건축에 대한 개념 정립의 바탕이 되었고, 오늘날 서인건축의 정신에 자연스럽게 이어지고 있다.
서인건축은 언제나 사람에 초첨을 맞추고 사람과 자연에 대한 도입을 저극적으로 시도하는 것은 물론, 사용자를 충족시키는 건축, 스토리와 감성이 있는 공간, 합리적이고 실용적인 공간 창조를 실현해가고 있다.

## 주요 작품
- 더사랑의교회
- 성결교회
- 예수소망교회
- 한소망교회
- 모새골
- 새문안교회
- 만리현교회
- 평창동주택

## 주요 경력
- 1998년 경기도 건축문화상 대상
- 1998년 서울지방법원 조정위원
- 2000년 한국 건축가협회 편찬위원장 역임
- 2001년 경기도 건축문화상 주거부문 은상
- 2004년 한국건축가협회 홍보위원장
- 2004년 홍익대학교 도시건축대학원 출강
- 2004년 건국대학교 건축전문대학원 겸임교수
- 2005년 한국건축문화대상 특선
- 2006년 한국건축가협회 명예이사
- 2006년 서울시립대학교 출강
- 2007년 서울특별시건축상 장려상
- 2008년 한국건축문화대상 심사위원
- 2010년 서울대학교 건축합부 출강
- 2011년 대한건축사협회 편찬위원장
- 2011년 대통령 표창 - 건축의 날
- 2019년 Architecture Masterprize Award in 2019